# Willy Voigt
Willy Voigt (* 10. April 1910 in Wilhelmshaven; † 31. Dezember 1965 ebenda) war ein deutscher Politiker (SPD). Er war von 1959 bis 1965 Abgeordneter im Landtag von Niedersachsen.
Voigt besuchte die Volksschule und danach die Handelsschule in Wilhelmshaven. Von Beruf war er gelernter Lebensmittelkaufmann. Er war 35 Jahre im Innen- und Außendienst des Handels und der Industrie tätig. Nachdem er in den letzten Jahren des Zweiten Weltkrieges aus beruflichen Gründen mit seiner Familie im Sudetenland lebte, kehrte er im Juli 1945 nach Wilhelmshaven zurück. Ab 1948 war er Mitglied des Rates der Stadt Wilhelmshaven und Vorsitzender des Wirtschaftsausschusses. Vom 6. Mai 1959 bis zu seinem Tod gehörte er dem Niedersächsischen Landtag in seiner vierten und fünften Wahlperiode an. Während der gesamten Zeit war er Vorsitzender des Ausschusses für Hafen und Fischerei.